# سی.ای.آی. فرست
سی. ای.آی. فرست (انگلیسی: C.A.I. First) شرکت هواپیمایی ایتالیایی است، که در سال ۱۹۹۷ توسط شرکت آلیتالیا تأسیس شد.